# チームオメガ
チームオメガは、静岡市在住の大村正昭を中心として、ヒストリックカーでの、イベントに参加するために作られたチーム。
発足は定かではないが、1970年代中盤には、現在在籍のスタッフがサポートをして、当時日本で始まったばかりのヒストリックカーイベントに参加。
それゆえ、チームオメガの黎明期は1970年代である。

## 歴史
1970年代は、チームとしての活動ではなく、各イベントごとに個人参加の形態で活動。
1980年代に入り、各イベントの規模も大きくなり、スタッフの固定化が始まり、徐々にチーム形態をとり始める。1984年には最初のJFA公認ヒストリックカーレースで優勝を上げる。
1992年には、日本で行われた空前絶後のヒストリックカーイベント、ラフェスタミッレミリアに参戦して、スターリングモスを擁する、ベンツワークスチームを筆頭に、なみいる強豪チーム参戦の中、総合優勝を勝ち取る。
2000年代からは、管理された体制下のチームとして活動開始する。チームとしての初のビッグイベントは、2003年富士スピードウェイでのフジファイナルである。フジファイナルでは、シングルシートGCマシンローラT88/40 R&D 88Q MAZDAを走らせた。
2007年より積極的に活動を始め、年頭より各イベントに参加。3月の富士スピードウェイでのタイムマシンフェスティバルから、メンテナンスをチーム在籍地と同じ静岡市内の(有)ミューズアールで行う。2007年9月、アイドラーズミィーティング参戦、同年10月ヒストリックオートモビルフェスティバルに参加（ヒストリックカー3台を走らせる）。11月に筑波サーキットグランドナショナルレースにホンダ・シビックで参戦。
2008年1月、モンテカルロラリー・ヒストリックに、アルピーヌ・A110で参戦。初の海外ラリー参戦を果たす。同年3月タイムマシンフェスティバル参加。9月JCCAエンデュランスミーティング参戦。スプリントクラス優勝耐久レース総合3位入賞。10月ヒストリックオートモビルフェスティバル参加（4台走らせる）。耐久レースにて、総合2位入賞と9位。
2009年 ヒストリックレースに加え、スーパー耐久選手権参戦のため現在、スーパー耐久選手権に参戦する方向で現在各方面に折衝中。なお、スーパー耐久エントリー多数の中、全クラス唯一のトヨタマシンでシリーズ優勝を目論む。2009年3月8日スーパー耐久参戦のためチーム再編成して、新たに活動し始める。

## チーム体制

### 2009年
代表大村 正昭
ドライバー水谷 大介、大村 正昭
顧問相談役笹山 正治
アドバイザー
監督鈴木 昭彦
エンジニア幸松 智治
チーフメカニック山本 潤
給油担当メカニック
メカニック
広報担当夕城 舞
記録担当（スチールカメラマン）佐藤 文紀
ブログ担当寺西 薫
メンテナンスガレージ(有）ミューズアール（静岡県静岡市）

## ドライバー

### 2009年
水谷 大介（みずたに だいすけ）
1982年生まれ、東京都出身。プロフェッショナル レーシングドライバー。トヨタドライバーコミュニケーション、トヨタレーシングドライバーミーティング、ウインズレーシングスクール、U‐18トレーニングなどのインストラクターも務める。2003年FJ1600筑波シリーズを7戦4勝、同もてぎシリーズを5戦4勝でダブルチャンピオン獲得。筑波、もてぎのダブルチャンピオンは史上初。2004年フォーミュラトヨタにステップアップ。2005年は、菅生で1勝を上げ、シリーズランク6位。2006年よりスーパー耐久選手権参戦し、表彰台多数獲得。2009年はチームオメガよりスーパー耐久選手権にも参戦予定。
大村 正昭（おおむら まさあき）
1956年生まれ、静岡県出身。1976年より幾多のヒストリックレースおよびラリー ヒルクライムに参戦。優勝・入賞多数。1992年ラフェスタミッレミリア総合優勝。2008年、モンテカルロラリーヒストリック参戦。